# Ertela trifolia
Ertela trifolia là một loài thực vật có hoa trong họ Cửu lý hương. Loài này được (L.) Kuntze mô tả khoa học đầu tiên năm 1891.